# Планове на българското командване за Балканската война
Плановете на българското командване за Балканската война се разработват от 1903 г., когато поради Илинденско-Преображенското въстание надвисва опасност от война между България и Османската империя. До началото на самата война те претърпяват редица промени и в крайна сметка са нагодени към ангажиментите в българо-сръбския съюзен договор от 29 февруари 1912 г.

## Първоначални планове
Оперативните планове, разработени през 1903-1904 г., предвиждат съсредоточаване на главните български сили за стратегическа отбрана в Източна Тракия и провеждане на партизанска война в Македония, а при благоприятно стечение на обстоятелствата – и настъпление с редовни войски в тази област. Реорганизациите в българската войска и преоценката на силите налагат изменение на тези планове. През 1908 г. е възприета нападателна доктрина с настъпление на две армии срещу Одрин и една в Македония. През 1911 г. тя е преработена със съсредоточаване на голяма част от силите на източния, вместо на западния бряг на Тунджа.

## Македония в българо-сръбските военни договорености
На 29 април 1912 г. – два месеца след като България и Сърбия сключват антиосмански договор – представители на двете страни подписват военна конвенция. С нея българското командване се съгласява да изпрати най-малко 100 000 бойци на Вардарския оперативен театър за съвместни действия със сръбската армия. Белград обаче отказва да се обвърже договорно с българското искане за три сръбски дивизии в Тракия, където се предполага, че ще бъде съсредоточен основният османски натиск. На 15 септември – непосредствено преди мобилизацията – генералните щабове на двете страни внасят последни промени в първоначалното споразумение. Вместо 100-хилядна армия, България оставя за действие в Македония само една 30-хилядна дивизия (7-а Рилска дивизия в състава на 2-ра съюзна армия под сръбско командване) с изходна база района на Кюстендил и Дупница.

## Замисъл за главния удар
Окончателният план за българското настъпление в Тракия предвижда нанасяне на основния удар с две армии (1-ва и 3-та, общо 150 000 войници) в пространството между Одрин и Лозенград в общо направление Цариград. Командването разчита да постигне успех чрез изненада. Затова 1-ва армия е изнесена напред, на един преход от българо-турската граница, а 3-та е оставена на два прехода от границата, прикрита зад самостоятелната Конна дивизия. Задачата на 2-ра армия е да изолира Одрин и да нанесе (с Хасковския отряд) спомагателен удар към Кърджали.

## Резервни варианти
Генералният щаб (с началник генерал Иван Фичев) прави разчети и за негативен изход от приграничните боеве. В такъв случай се предвижда турското настъпление да бъде спряно пред укрепения Търново Сеймен и в района на Ямбол.